# راجوجنا
راجوجنا هي بلدية في مقاطعة أوديني، في منطقة فريولي فينيتسيا جوليا الإيطالية، وتقع على بعد حوالي 90 كيلومتر (56 ميل) شمال غرب ترييستي وحوالي 30 كيلومتر (19 ميل) شمال غرب أدينة .
تقع حدود راجونيا على البلديات التالية: فورغاريا نيل فريولي، بينزانو آل تاجليامنتو، سان دانييلي ديل فريولي.

## العلاقات الدولية

### المدن التوأم - المدن الشقيقة
راجونيا توأمة مع:
- Weitensfeld im Gurktal, Austria, since 2003
- Sainte-Bazeille, France, since 2010